# باتولووتسه
باتولووتسه (به صربی: Batulovce) یک منطقهٔ مسکونی در صربستان است که در ولاسوتینتسه واقع شده‌است. باتولووتسه ۸۰۶ نفر جمعیت دارد.